# Sophie Anthamatten
Sophie Anthamatten (* 6. Juli 1991 in Saas-Grund) ist eine Schweizer Eishockeytorhüterin und -trainerin.

## Karriere

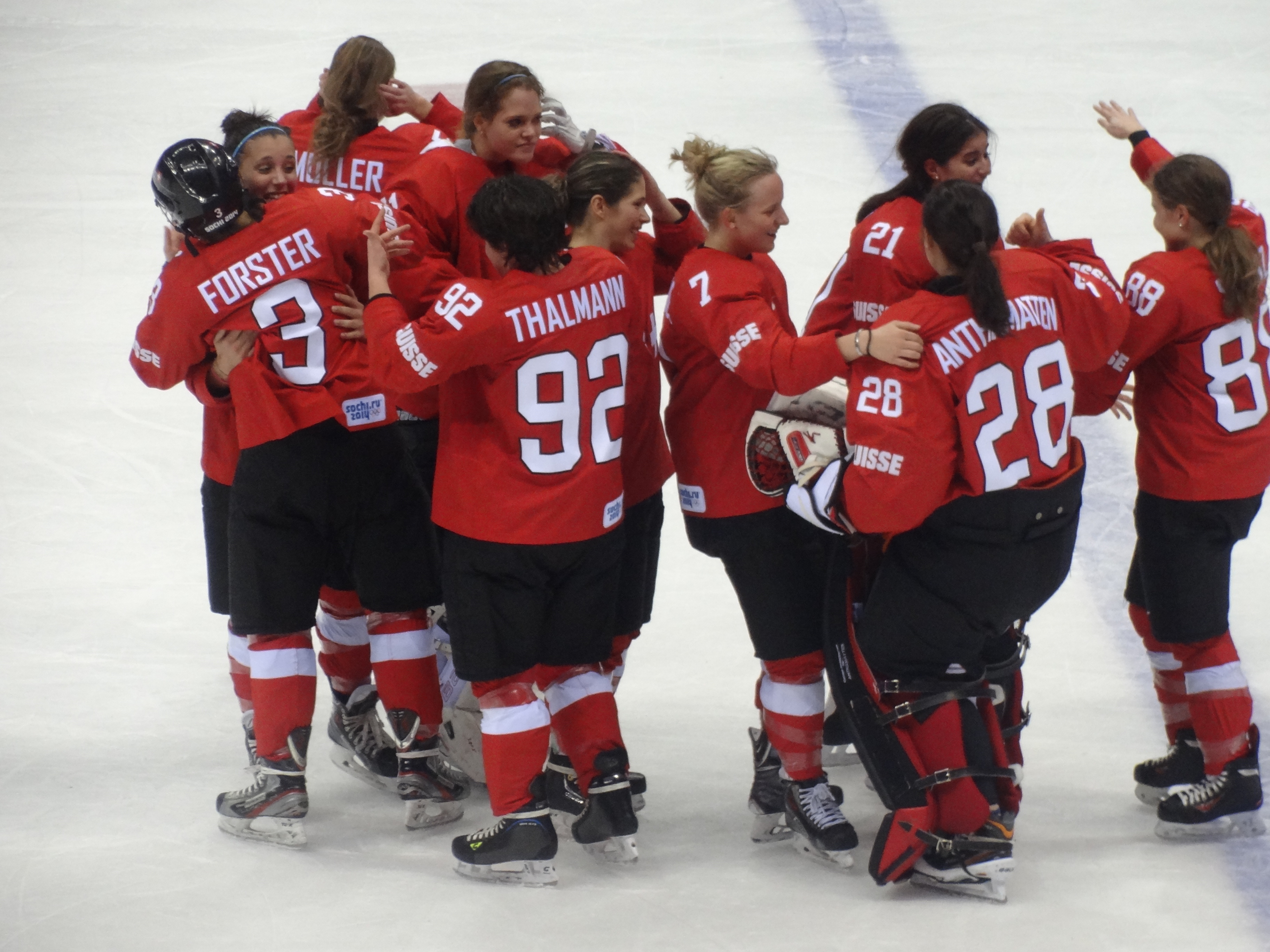
Sophie Anthamatten (Nr. 28) im Trikot der Schweizer Nationalmannschaft

Mit vier Jahren stand Sophie Anthamatten das erste Mal auf dem Eis. Ein Jahr später soll sie gewusst haben, dass sie Eishockeytorhüterin werden wollte.

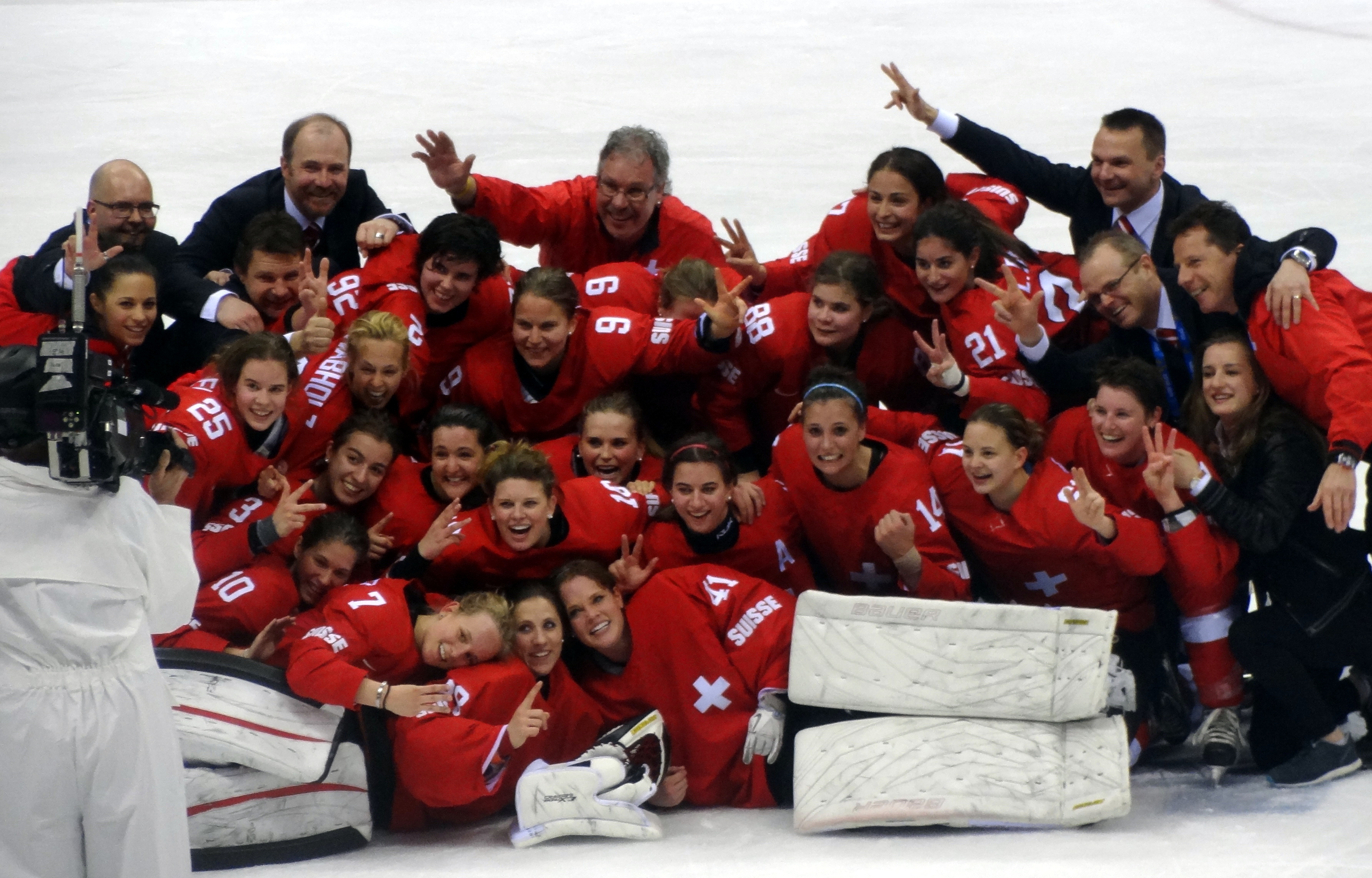
Gewinn der Bronzemedaille bei den Olympischen Winterspielen 2014, Anthamatten liegend links vorne

Sie spielt seit 2005 beim EHC Saastal und ist die erste Frau, die im Swiss Ice Hockey Cup mitspielte. Am 11. November 2019 verlor sie mit ihrem 1.-Liga-Club EHC Saastal gegen den National-League-Club Genève-Servette HC mit 0:12. Trotzdem schrieb sie Geschichte, da sie die erste Eishockeytorhüterin war, die im Schweizer Cup gegen ein Team aus der obersten Spielklasse der Männer spielte.
Als Backup von Nationalmannschafts-Torhüterin Florence Schelling gewann sie an den Olympischen Winterspielen 2014 in Sotschi und der Eishockey-Weltmeisterschaft der Frauen 2012 die Bronzemedaille.
Anthamatten trainiert als Angestellte des EHC Saastal den Nachwuchs. Sie hat in ihrer Trainer-Ausbildung die Stufe Talent-Trainer Leistung (TTL) erreicht. Sie arbeitet mit ihrem Mann, Martin Zerzuben, in einer selbst gegründeten Firma, die sich mit der Ausbildung und Förderung des Eishockeysports insbesondere im Juniorenbereich beschäftigt. Darüber hinaus bietet diese Services im Bereich Sportmanagement, Immobilien und Versicherungen an.

## Erfolge und Auszeichnungen
- 2010 Meister der U20-Top (U20-Junioren, 2. Spielklasse) mit dem EHC Visp
- 2012 Bronzemedaille bei der Weltmeisterschaft
- 2014 Schweizer Meister mit den HC Lugano Ladies
- 2014 Bronzemedaille bei den Olympischen Winterspielen
- 2015 Schweizer Meister  mit den HC Lugano Ladies